# Allotoonia
Allotoonia es un género de fanerógamas de la familia Apocynaceae. Contiene cinco especies. Es originario de México, Centroamérica y región del Caribe.
Está considerado un sinónimo del género Echites.

## Taxonomía
El género fue descrito por J.F.Morales & J.K.Williams y publicado en Le Caoutchouc en Indo-Chine 43. 1906.

## Especies
| - Allotoonia agglutinata (Jacq.) J.F.Morales & J.K.Williams - Allotoonia caudata J.F.Morales - Allotoonia turbinata (Woodson) J.F.Morales & J.K.Williams - Allotoonia tuxtlensis (Standl.) J.F.Morales & J.K.Williams - Allotoonia woodsoniana (Monach.) J.F.Morales & J.K.Williams |